# Herb Tyczyna
Herb Tyczyna – jeden z symboli miasta Tyczyn i gminy Tyczyn w postaci herbu.

## Wygląd i symbolika
Herb przedstawia na niebieskiej tarczy postać św. Katarzyny Aleksandryjskiej. Święta ubrana jest w szaty rzymskie koloru biało-czerwonego. W lewej ręce trzyma gałązkę palmową, w prawej skierowany ku dołowi miecz, posiada złotą koronę na głowie, a wokół niej – złoty nimb.
Symbolika herbu nawiązuje do św. Katarzyny, jako patronki kościoła parafialnego oraz od 1996 całej gminy.

## Historia
Herb został ustanowiony 10 listopada 2010 roku.